# Kostel svaté Kateřiny (Cięcina)
Kostel svaté Kateřiny (polsky: Kościół Kościół św. Katarzyny) je historický římskokatolický dřevěný kostel v obci Cięcina, gmina Węgierska Górka, okres Żywiec, Slezské vojvodství a náleží k děkanátu Radziechow, arcidiecéze krakovská, je farním kostelem farnosti sv. Kateřiny v obci Cięcina. Kostel je obklopen hřbitovem.
Dřevěný kostel je zapsán v seznamu kulturních památek slezského vojvodství pod číslem kl. IV-K-114/11/54 z 14. listopadu 1959 a A-597/89/90 z 25. dubna 1990 a je součástí Stezky dřevěné architektury v Slezském vojvodství a pěší Papežské stezky.

## Historie
První zmínky o farnosti pocházejí z roku 1358. Kostel byl postaven v roce 1542. V letech 1666–16667 byl přestavěn, kdy byla zvětšena loď a přistavěna věž. Další přestavby proběhly v roce 1857, v roce 1893 byla prodloužena loď, věž byla na válcích přesunuta více na západ a přistavěn sanktusník, v roce 1894 byla přistavěna předsíň a v roce 1895 přistavěna kaple sv. Františka z Assisi. V roce 1909 byl dřevěný šindel zaměněn za eternitovou krytinu. V roce 1932 byla věž zvýšená o sedm metrů. Rozsáhlá rekonstrukce proběhla v letech 1949–1951. V letech 1990–1992 byla provedena další rekonstrukce. V roce 2010 byl na střechu vrácen dřevěný šindel.

## Architektura
Kostel svaté Kateřiny je jednolodní orientovaná dřevěná stavba roubené konstrukce zakončená polygonálním kněžištěm. Na severní straně kněžiště se nachází patrová sakristie s panskou loží v patře. Loď má část užší a západním směrem širší. K užší části na severní straně je přistavěna předsíň tzv. babinec. K užší části z jižní strany je přisazena kaple sv. Františka z Assisi. V západní ose průčelí lodi je přisazena věž s čtvercovým půdorysem nahoru zužujícím se profilem sloupovo-rámové konstrukce. Na věži je posazeno zvětšené zvonové patro s jehlanovou střechou. Stěny věže a kostela jsou bedněny šindelem. Kostel má sedlovou střechu, nad kněžištěm je sanktusník ukončen jehlanovou střechou. Střecha je krytá šindelem. Kolem kostela jsou uzavřené soboty.

## Interiér
V lodi je plochý strop, v kněžišti valbový z roku 1884. Vybavení interiéru je barokní. Hlavní oltář je pozdně barokní zasvěcen sv. Kateřině Alexandrijské. V užší části lodi se nachází oltář Panny Marie Čenstochové. V širší části lodi na evangelijní straně se nachází boční oltář Panny Marie Růžencové. Na epištolní straně se nachází boční oltář sv. Anny z let 1655–1657, jeden ze sedmi oltářů v kostele sv. Kateřiny, který byl restaurován v roce 2011.
Kruchta je podepřena dvěma dřevěnými sloupy. Varhany na kruchtě jsou barokní. Polychromie na stěnách a stropě byla provedena v roce 1896 malířem Antoniem Stropou. Ambona je barokní zdobena řezbami svatých evangelistů a Krista. Kamenná křtitelnice ve tvaru kalichu je z roku 1705.

## Galerie

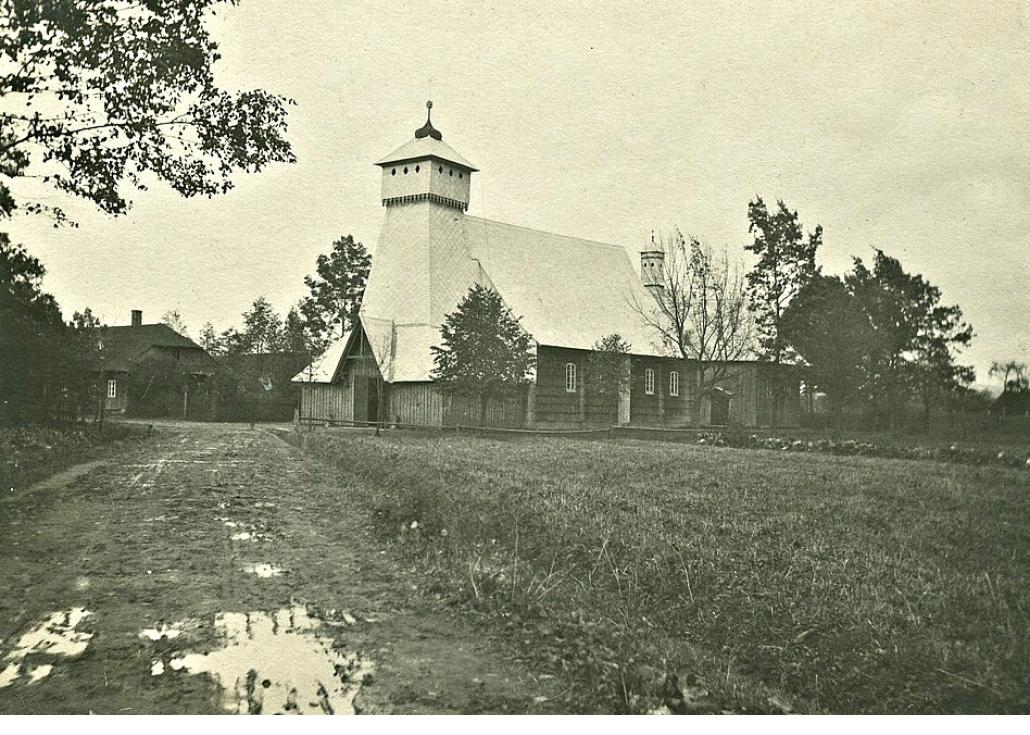
Kostel v roce 1902
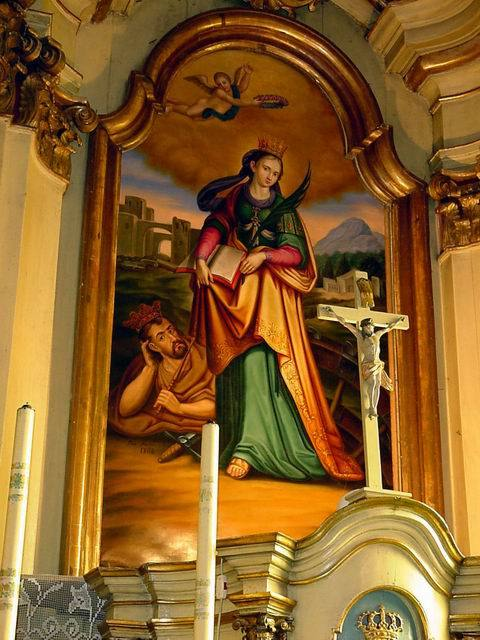
Obraz sv. Kateřiny
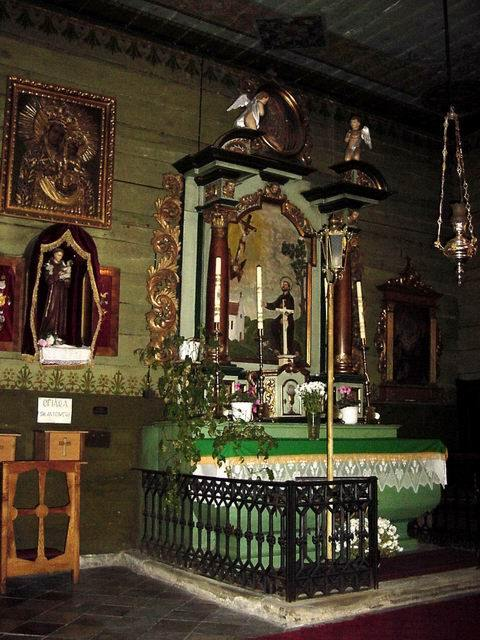
Kaple sv. Františka z Assisi
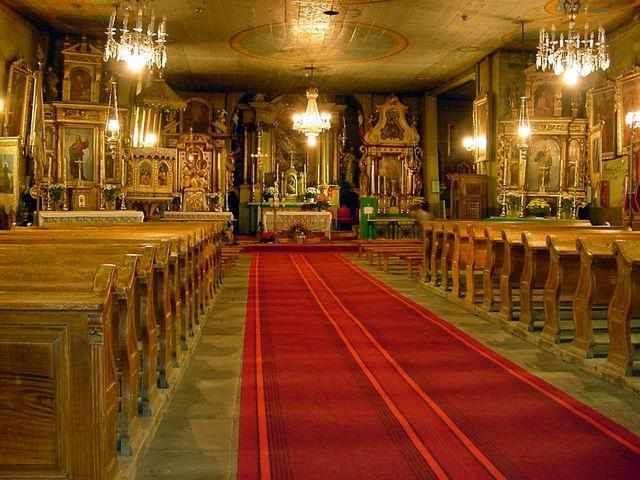
Interiér